# Course en ligne masculine de cyclisme sur route aux Jeux olympiques d'été de 1956
Navigation
Helsinki 1952 Rome 1960
La course en ligne masculine de cyclisme sur route, épreuve de cyclisme des Jeux olympiques d'été de 1956, a lieu le 7 décembre 1956 à Melbourne en Australie. Elle s'est déroulée sur 187,73 km.

## Classement final
| Rang                                | Cycliste               | Pays                       | Temps           |
| ----------------------------------- | ---------------------- | -------------------------- | --------------- |
| Médaille d'or, Jeux olympiques      | Ercole Baldini         | Italie                     | 5 h 21 min 17 s |
| Médaille d'argent, Jeux olympiques  | Arnaud Geyre           | France                     | 5 h 23 min 16 s |
| Médaille de bronze, Jeux olympiques | Alan Jackson           | Grande-Bretagne            | 5 h 23 min 16 s |
| 4                                   | Horst Tüller           | Équipe unifiée d'Allemagne | 5 h 23 min 16 s |
| 5                                   | Gustav-Adolf Schur     | Équipe unifiée d'Allemagne | 5 h 23 min 16 s |
| 6                                   | Arthur Brittain        | Grande-Bretagne            | 5 h 23 min 40 s |
| 7                                   | Arnaldo Pambianco      | Italie                     | 5 h 23 min 40 s |
| 8                                   | Maurice Moucheraud     | France                     | 5 h 23 min 40 s |
| 9                                   | Magdaleno Cano         | Mexique                    | 5 h 23 min 40 s |
| 10                                  | Lars Nordwall          | Suède                      | 5 h 23 min 40 s |
| 11                                  | Paul Nyman             | Finlande                   | 5 h 23 min 40 s |
| 12                                  | Michel Vermeulin       | France                     | 5 h 23 min 40 s |
| 13                                  | Ramón Hoyos            | Colombie                   | 5 h 23 min 40 s |
| 14                                  | William Holmes         | Grande-Bretagne            | 5 h 23 min 50 s |
| 15                                  | Anatoli Tcherepovitch  | Union soviétique           | 5 h 23 min 50 s |
| 16                                  | Nikolaï Kolumbet       | Union soviétique           | 5 h 23 min 50 s |
| 17                                  | Karl-Ivar Andersson    | Suède                      | 5 h 23 min 50 s |
| 18                                  | Reinhold Pommer        | Équipe unifiée d'Allemagne | 5 h 24 min 38 s |
| 19                                  | Harold Reynolds        | Grande-Bretagne            | 5 h 24 min 44 s |
| 20                                  | Roland Ströhm          | Suède                      | 5 h 24 min 44 s |
| 21                                  | Juan Pérez             | Chili                      | 5 h 25 min 38 s |
| 22                                  | Erich Hagen            | Équipe unifiée d'Allemagne | 5 h 26 min 38 s |
| 23                                  | Norbert Verougstraete  | Belgique                   | 5 h 26 min 47 s |
| 24                                  | Gustaaf De Smet        | Belgique                   | 5 h 26 min 47 s |
| 25                                  | Guremu Demboba         | Éthiopie                   | 5 h 26 min 58 s |
| 26                                  | Veselin Petrović       | Yougoslavie                | 5 h 26 min 58 s |
| 27                                  | René Abadie            | France                     | 5 h 27 min 28 s |
| 28                                  | Dino Bruni             | Italie                     | 5 h 27 min 28 s |
| 29                                  | Patrick Murphy         | Canada                     | 5 h 27 min 28 s |
| 30                                  | Franz Wimmer           | Autriche                   | 5 h 27 min 28 s |
| 31                                  | Gunnar Göransson       | Suède                      | 5 h 30 min 45 s |
| 32                                  | Viktor Kapitonov       | Union soviétique           | 5 h 30 min 45 s |
| 33                                  | René Deceja            | Uruguay                    | 5 h 31 min 58 s |
| 34                                  | Aurelio Cestari        | Italie                     | 5 h 34 min 20 s |
| 35                                  | Viktor Vershinin       | Union soviétique           | 5 h 34 min 21 s |
| 36                                  | Mesfen Tesfaye         | Éthiopie                   | 5 h 34 min 25 s |
| 37                                  | Kim Ho-soon            | Corée du Sud               | 5 h 34 min 37 s |
| 38                                  | Zehaye Bahta           | Éthiopie                   | 5 h 34 min 37 s |
| 39                                  | Pablo Hurtado          | Colombie                   | 5 h 34 min 49 s |
| 40                                  | Jaime Villegas         | Colombie                   | 5 h 34 min 49 s |
| 41                                  | John O'Sullivan        | Australie                  | 5 h 36 min 58 s |
| 42                                  | François Van Den Bosch | Belgique                   | 5 h 38 min 16 s |
| 43                                  | Joe Becker             | États-Unis                 | 5 h 38 min 16 s |
| 44                                  | Jim Nevin              | Australie                  | 5 h 47 min 2 s  |
|                                     | Jim Nestor             | Australie                  | abandon         |
| Jack Trickey                        | Australie              | abandon                    |                 |
| Walter Bortel                       | Autriche               | abandon                    |                 |
| Kurt Schein                         | Autriche               | abandon                    |                 |
| Rudolf Maresch                      | Autriche               | abandon                    |                 |
| François De Wagheneire              | Belgique               | abandon                    |                 |
| Fred Markus                         | Canada                 | abandon                    |                 |
| James Davies                        | Canada                 | abandon                    |                 |
| Jorge Luque                         | Colombie               | abandon                    |                 |
| František Jursa                     | Tchécoslovaquie        | abandon                    |                 |
| Jaroslav Cihlář                     | Tchécoslovaquie        | abandon                    |                 |
| Jiří Nouza                          | Tchécoslovaquie        | abandon                    |                 |
| Jiří Opavský                        | Tchécoslovaquie        | abandon                    |                 |
| Palle Lykke                         | Danemark               | abandon                    |                 |
| Negousse Mengistou                  | Éthiopie               | abandon                    |                 |
| Tetsuo Osawa                        | Japon                  | abandon                    |                 |
| Im Sang-jo                          | Corée du Sud           | abandon                    |                 |
| Gaston Dumont                       | Luxembourg             | abandon                    |                 |
| Francisco Lozano                    | Mexique                | abandon                    |                 |
| Felipe Liñan                        | Mexique                | abandon                    |                 |
| Rafael Vaca                         | Mexique                | abandon                    |                 |
| Muhammad Naqi Mallick               | Pakistan               | abandon                    |                 |
| Din Meraj                           | Pakistan               | abandon                    |                 |
| Saleem Farooqi                      | Pakistan               | abandon                    |                 |
| Shazada Muhammad Shah-Rukh          | Pakistan               | abandon                    |                 |
| Alfred Swift                        | Afrique du Sud         | abandon                    |                 |
| Robert Fowler                       | Afrique du Sud         | abandon                    |                 |
| Jan Hettema                         | Afrique du Sud         | abandon                    |                 |
| Charles Jonker                      | Afrique du Sud         | abandon                    |                 |
| Hylton Mitchell                     | Trinité-et-Tobago      | abandon                    |                 |
| David Rhoads                        | États-Unis             | abandon                    |                 |
| Erhard Neumann                      | États-Unis             | abandon                    |                 |
| George Van Meter                    | États-Unis             | abandon                    |                 |
| Alberto Velázquez                   | Uruguay                | abandon                    |                 |
| Eduardo Puertollano                 | Uruguay                | abandon                    |                 |
| Walter Moyano                       | Uruguay                | abandon                    |                 |
| Arsenio Chirinos                    | Venezuela              | abandon                    |                 |
| Antonio Montilla                    | Venezuela              | abandon                    |                 |
| Domingo Rivas                       | Venezuela              | abandon                    |                 |
| Franco Cacioni                      | Venezuela              | abandon                    |                 |
| Trần Gia Thu                        | Viêt Nam               | abandon                    |                 |
| Nguyễn Hw Thoa                      | Viêt Nam               | abandon                    |                 |
| Ngô Thành Liêm                      | Viêt Nam               | abandon                    |                 |
| Trung Trung Lê                      | Viêt Nam               | abandon                    |                 |